# Enrico Toselli
Enrico Toselli (13. března 1883 Florencie - 15. ledna 1926 Florencie) byl italský klavírista a hudební skladatel.

## Život
Základy hudebního vzdělání a hry na klavír získal od své matky Ottavie. Veřejně vystoupil poprvé ve Florencii deseti letech a vyvolal nadšený obdiv. Dále se zdokonaloval u klavíristy a skladatele Giovanni Sgambatiho, který byl žákem Ference Liszta a Giuseppe Martucciho. Ve čtrnácti letech nastartoval oslnivou kariéru koncertního klavíristy v Itálii, hlavních evropských městech a také v Alexandrii a Severní Americe. Později se usadil ve Florencii, kde vyučoval a skládal, mimoto se ještě často objevoval i na pódiu.
Zkomponoval řadu písní z nichž nejpopulárnější se stala Serenata Op.6 Rimpianto č.1 známá pod názvem Toselliho serenáda. Po setkání se spisovatelem Gabrielem D'Annunzio složil symfonickou báseň na motivy jeho slavného románu Il fuoco (Oheň). Pokusil se i o dramatické útvary, ale opera Lea ani následující dvě operety: La cattiva Francesca (1912) a La Principessa bizzarra (1913), nebyly příliš úspěšné.
I když byl úspěšným skladatelem, skutečného věhlasu se dočkal hlavně díky mezinárodnímu skandálu způsobeného jeho manželstvím s bývalou korunní princeznou saskou, arcivévodkyní Luisou Toskánskou a manželkou Fridricha Augusta III. Saského. Manželství však šťastné nebylo. Rozešli se v roce 1912. Syn Karel Emmanuel Filibert (1908–1969) zůstal u otce a stal se houslistou. Toselli z tohoto manželství vytěžil velmi úspěšnou knihu vzpomínek: Mari d'altesse: 4 ans de mariage avec Louise de Toscane, ex-princesse de Saxe (Čtyři roky manželství s Louisou Toskánskou, exprinceznou saskou).
Další hudební úspěchy se už nedostavily. Znovu se oženil s Pia Santarini Pancerasiovou, žil ve Florencii a ve věku 43let zemřel na rakovinu.

### Písně (výběr)
- L'enfant
- Serenata (Rimpianto)
- La bella birichina
- Fuggente ebbrezza
- Viole bianche
- Cantate de Bettine
- Una barca vuota
- Mattinata
- Spera!
- Impressioni d'autunno
- Notte nostalgica (La seconda serenata)
- L'istante benedetto sia da La principessa bizzarra
- Il canto del dolore da La principessa bizzarra
- Lévres menteuses
- Fior d'amaranto
- Nell'aria della sera
- Dormi bimbo
- Voce d'amore
- La primavera dell'emigrato
- L'ultima serenata